# گذرگاه مرزی آستارا

محدوده مرزی آستارا(روستای قلعه)

گذرگاه مرزی آستارا یا مرز آستارا از مهمترین نقاط گمرکی ایران است که در داخل شهر آستارا و در حاشیه رودخانه مرزی آستاراچای به موازات دو شهر هم‌نام آستارا در ایران و جمهوری آذربایجان کشیده شده‌است. اتصال دو کشور ایران و جمهوری آذربایجان از طریق یک پل در منتهی‌الیه رودخانه آستاراچای صورت می‌پذیرد.
در دوران پاندمی کرونا، این مرز به روی مسافران دو طرف بسته بود و عبور و مرور به صورت بسیار خاص و با مجوز صورت می‌گرفت.

## تاریخچه
تاریخ تأسیس گمرک درآستارا، به صورت دقیق در دست نیست؛ ولی مطابق شواهد تاریخی در سال ۱۲۰۵ هـ. ش وقتی عباس میرزا می‌خواست برای قشون هزینه کند از فتحعلی شاه درخواست کمک مالی می‌کند، شاه در جواب می‌گوید از پول عوارض گمرکی آستارا فراهم کنید. و. ژان اوین در کتاب «ایران امروز» به توصیف آستارا پرداخته و می‌نویسد «آستارا بندری است در جوار اردبیل. این شهر گمرکی دارد که از سوی متصدیان بلژیکی اداره می‌شود.
با توجه به بنای ساختمان گمرک گذرگاه مرزی که بیش از ۱۳۰ سال قدمت دارد، قرار گردیده ساختمان چوبی گمرک پس از ثبت ملی به موزه گمرک کشور تبدیل شود.
حل اختلافات مرزی ایران و شوروی در نقطه مرزی آستارا توسط یک کمیسیون به ریاست مظفر اعلم در سال ۱۳۲۹ انجام شد.

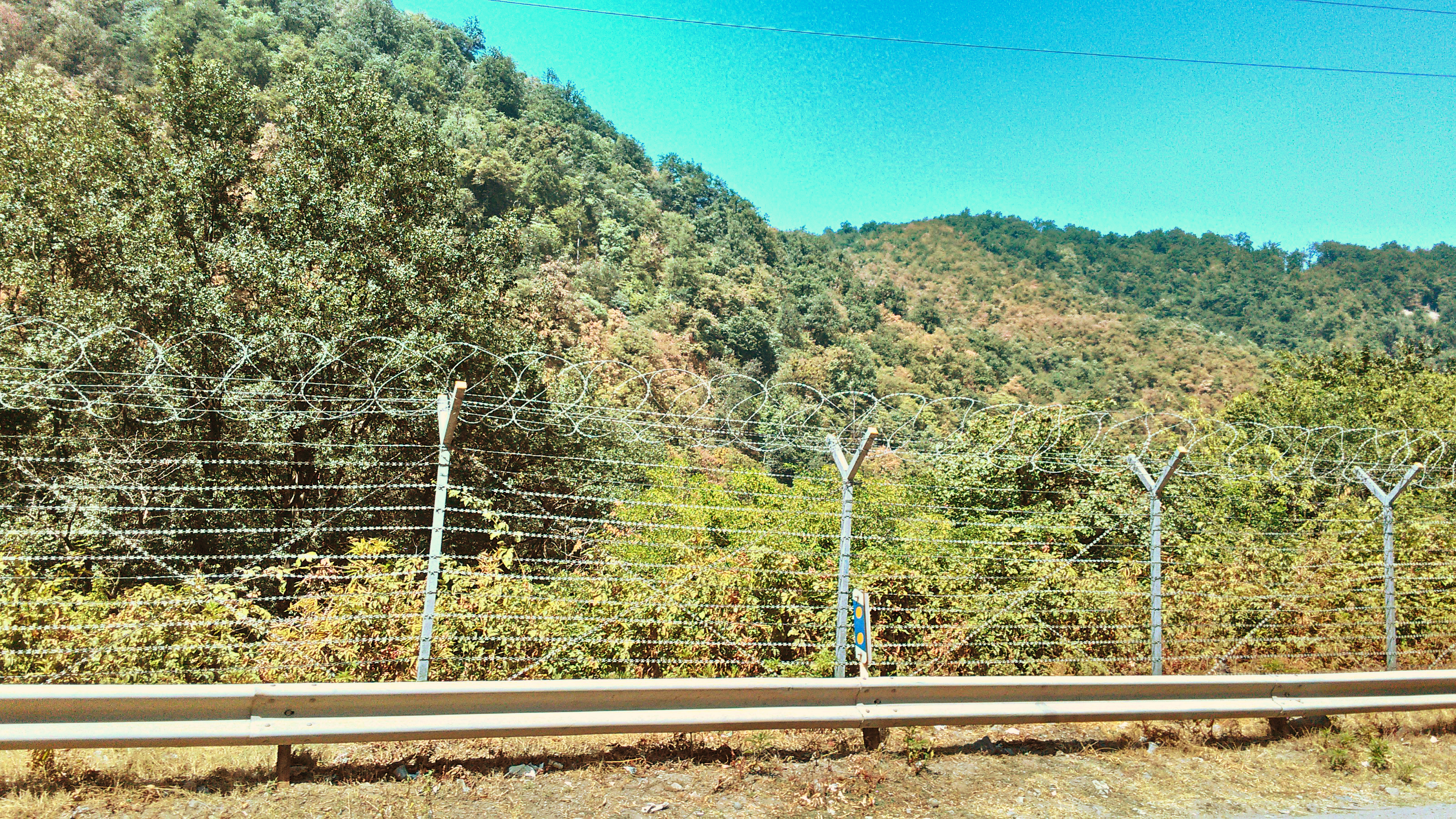
محدوده مرزی آستارا حول شوسه اصلی آستارا — اردبیل

## موقعیت استراتژیکی
گذرگاه مرزی آستارا سومین مرز فعال کشور در زمینه صادرات و واردات، رتبه نخست صادرات و بزرگ‌ترین گمرک زمینی شمال کشور از امن‌ترین، و پرترددترین مرزهای زمینی کشور دومین منبع درآمد استان گیلان، و دارای بیشترین سهم ارزشی صادرات چمدانی در کشور می‌باشد.
امروزه گمرک آستارا به عنوان یک اداره کل در امور واردات و صادرات قطعی، ورود و خروج موقت، تعاونی مرز نشینان، ترانزیت داخلی و خارجی، کارتینگ بین‌المللی، مبدأ و مقصد کارنه تیر، کاپوتاز، امور مسافری، مرجوعی و امانت‌های پستی و قضایی و… به فعالیت فعال می‌پردازد.

## کشورهای هدف
محصولات کشاورزی، مواد غذایی، سیمان و گچ، شوینده‌ها، محصولات شیمیایی، پارچه و صنایع دستی، فرش و موکت، البسه، کیف و کفش، مصالح ساختمانی، مصنوعات پلاستیکی، کالاهای صنعتی، محصولات معدنی و مصنوعات فلزی را عمده کالاهای صادره شده از گذرگاه مرزی آستارا به مقصد کشورهای قفقاز نظیر جمهوری آذربایجان و گرجستان به همراه روسیه می‌باشد.

## مسافرت
همه ساله در تعطیلات نوروزی بیش از سی هزار نفر از گذرگاه مرزی آستارا تردد می‌کنند. روزانه نیز حدود ۳۰۰–۵۰۰ نفر از اتباع جمهوری آذربایجان از این مرز رفت و آمد می‌کنند.